# Simpsonovi (15. řada)
Patnáctá řada amerického animovaného seriálu Simpsonovi je pokračování čtrnácté řady tohoto seriálu. Byla vysílána na americké televizní stanici Fox od 2. listopadu 2003 do 23. května 2004. V Česku pak tato řada měla premiéru 9. září 2006 na ČT2. Řada má celkem 22 dílů.

## Seznam dílů
| Č. v seriálu | Č. v řadě | Původní název                                                    | Český název | Režie               | Scénář                           | Premiéra v USA     | Premiéra v ČR      | Produkční kód |
| ------------ | --------- | ---------------------------------------------------------------- | --- | ------------------- | -------------------------------- | ------------------ | ------------------ | ------------- |
| 314          | 1         | Treehouse of Horror XIV                                          | Speciální čarodějnický díl | Steven Dean Moore   | John Swartzwelder                | 2. listopadu 2003  | 9. září 2006       | EABF21        |
| 315          | 2         | My Mother the Carjacker                                          | Návrat nezdárné matky | Nancy Kruseová      | Michael Price                    | 9. listopadu 2003  | 16. září 2006      | EABF18        |
| 316          | 3         | The President Wore Pearls                                        | Předsedkyně pro parádu | Mike B. Anderson    | Dana Gould                       | 16. listopadu 2003 | 23. září 2006      | EABF20        |
| 317          | 4         | The Regina Monologues                                            | Obtěžoval jsem anglickou královnu | Mark Kirkland       | John Swartzwelder                | 23. listopadu 2003 | 30. září 2006      | EABF22        |
| 318          | 5         | The Fat and the Furriest                                         | Rychle a srstnatě | Matthew Nastuk      | Joel H. Cohen                    | 30. listopadu 2003 | 7. října 2006      | EABF19        |
| 319          | 6         | Today I Am a Clown                                               | Krustyho zkouška z dospělosti | Nancy Kruseová      | Joel H. Cohen                    | 7. prosince 2003   | 14. října 2006     | FABF01        |
| 320          | 7         | 'Tis the Fifteenth Season                                        | Patnácté Vánoce u Simpsonů | Steven Dean Moore   | Michael Price                    | 14. prosince 2003  | 21. října 2006     | FABF02        |
| 321          | 8         | Marge vs. Singles, Seniors, Childless Couples and Teens and Gays | Marge versus Svobodní, důchodci, bezdětné páry, mládež a gayové (ČT, Disney+) Marge versus svobodní, důchodci, bezdětné páry, náctiletí a gayové (Prima) | Bob Anderson        | Jon Vitti                        | 4. ledna 2004      | 28. října 2006     | FABF03        |
| 322          | 9         | I, (Annoyed Grunt)-bot                                           | Já, robot | Lauren MacMullanová | Dan Greaney a Allen Glazier      | 11. ledna 2004     | 4. listopadu 2006  | FABF04        |
| 323          | 10        | Diatribe of a Mad Housewife                                      | Tiráda americké hospodyňky | Mark Kirkland       | Robin J. Stein                   | 25. ledna 2004     | 11. listopadu 2006 | FABF05        |
| 324          | 11        | Margical History Tour                                            | Toulky historií s Marge | Mike B. Anderson    | Brian Kelley                     | 8. února 2004      | 18. listopadu 2006 | FABF06        |
| 325          | 12        | Milhouse Doesn't Live Here Anymore                               | Milhouse tu už nebydlí | Matthew Nastuk      | Julie Chambers a David Chambers  | 15. února 2004     | 25. listopadu 2006 | FABF07        |
| 326          | 13        | Smart & Smarter                                                  | Chytrý a chytřejší | Steven Dean Moore   | Carolyn Omineová                 | 22. února 2004     | 2. prosince 2006   | FABF09        |
| 327          | 14        | The Ziff Who Came to Dinner                                      | Hádej, kdo přijde na večeři | Nancy Kruseová      | Deb Lacustová a Dan Castellaneta | 14. března 2004    | 9. prosince 2006   | FABF08        |
| 328          | 15        | Co-Dependents' Day                                               | Den pro závislosti | Bob Anderson        | Matt Warburton                   | 21. března 2004    | 16. prosince 2006  | FABF10        |
| 329          | 16        | The Wandering Juvie                                              | Basa tvrdí charakter | Lauren MacMullanová | John Frink a Don Payne           | 28. března 2004    | 23. prosince 2006  | FABF11        |
| 330          | 17        | My Big Fat Geek Wedding                                          | Nevěsta na úprku | Mark Kirkland       | Kevin Curran                     | 18. dubna 2004     | 30. prosince 2006  | FABF12        |
| 331          | 18        | Catch 'Em If You Can                                             | Chyť je, když to dokážeš | Matthew Nastuk      | Ian Maxtone-Graham               | 25. dubna 2004     | 7. ledna 2007      | FABF14        |
| 332          | 19        | Simple Simpson                                                   | Super Simpson | Jim Reardon         | Jon Vitti                        | 2. května 2004     | 14. ledna 2007     | FABF15        |
| 333          | 20        | The Way We Weren't                                               | Takoví jsme nebyli | Mike B. Anderson    | J. Stewart Burns                 | 9. května 2004     | 28. ledna 2007     | FABF13        |
| 334          | 21        | Bart-Mangled Banner                                              | Nepřátelé státu | Steven Dean Moore   | John Frink                       | 16. května 2004    | 4. února 2007      | FABF17        |
| 335          | 22        | Fraudcast News                                                   | Válka s molochem | Bob Anderson        | Don Payne                        | 23. května 2004    | 18. února 2007     | FABF18        |